# PC/SC
PC/SC – standardowy interfejs dostępu do kart elektronicznych opracowany przez komitet w skład którego wchodzą:
- Apple Computer, Inc.
- Axalto
- Gemplus SA
- Infineon Technologies AG
- Ingenico SA
- Microsoft
- Philips Semiconductors
- Toshiba Corporation

Głównym celem jest ustandaryzowanie, ułatwienie i popularyzacja użycia kart elektronicznych w komputerach osobistych. Korzystanie ze standardu odsuwa od programisty aplikacji wykorzystującej karty szczegóły związane z obsługą konkretnego typu czytnika czy protokołów komunikacji czytnik – karta.
Biblioteka implementująca standard jest dołączana do systemów Windows od wersji 2000. Implementacja PC/SC Lite dla systemu Linux nosi nazwę M.U.S.C.L.E. (Movement For The Use Of Smart Cards In Linux Environment).